# ستريدا جعجع
ستريدا (طوق) جعجع (15 مايو 1967 -)، سياسية لبنانية وعضو في مجلس النواب اللبناني منذ يوليو 2005 عن دائرة بشري. كما أنها عضوة في الهيئة التنفيذية للقوات اللبنانية التي يترأسها زوجها سمير جعجع. ساهمت بشكل كبير في تسيير القوات اللبنانية في فترة سجن سمير بين 1994 و2005، وكانت القوات محظورة آنذاك بعد أن تم حلها.

## عن حياتها
ولدت ستريدا طوق جعجع في مدينة كوماسي في جمهورية غانا في 31 أيار 1967، حيث كان يعمل والدها الياس طوق ، وما إن عادت الي لبنان حتي أكملت دراستها الجامعية وحصلت على بكالوريوس في العلوم السياسية من الجامعة اللبنانية الأميركية 1990 - 1994 ، وبعدها ترشحت لانتخابات مجلس النواب للمرة الأولى بعد خروج الجيش السوري من لبنان عام 2005 وذلك عن المقعد الماروني في دائرة الشمال الأولى واستطاعت أن تحقق الفوز وتدخل إلى البرلمان، كما ترشحت لدورة عام 2009 عن المقعد الماروني في دائرة بشري وحققت الفوز ، وانضمت بعدها إلى لقاء قرنة شهوان الذي كان تحت رعاية البطريرك الماروني نصر الله بطرس صفير في أبريل 2001. في عام 2005 انضمت إلى تحالف البريستول الذي تحول فيما بعد إلى تحالف 14 آذار. كما أنها عضو في الرابطة المارونية.

## حياتها الأسرية
أثناء دراستها في الجامعة اللبنانية الأمريكية عام 1990 تزوجت من سمير جعجع، ولم ينجبا أبناء، وهي ابنة شقيق النائب السابق جبران طوق.